# Calvadosia tasmaniensis
Calvadosia tasmaniensis is een Staurozoasoort uit de familie van de Kishinouyeidae. De wetenschappelijke naam van de soort is voor het eerst geldig gepubliceerd in 2011 door Zagal, Hirano, Mills, Edgar & Barrett.